# 宇宙奇艦泰坦號
《泰坦A.E.》（英語：Titan A.E.，直譯《泰坦A.E.》）是一部於2000年上映的美國動畫片，由唐·布鲁斯與合導。

## 劇情大綱
西元3038年，人類的「泰坦計畫」（The Titan Project）是突破性的發明，足以影響人類在宇宙的角色。純能量構成的外星種族爵奇人（Drej）害怕未來會被人類征服，便攻擊地球以消滅人類。當時5歲的男孩凱爾被父親山姆·塔克教授送上救生太空船，父親則前去搭上泰坦號。太空船和泰坦號起飛後沒多久，爵奇人摧毀了地球。
15年後，人類在宇宙已經瀕臨滅絕，凱爾在太空廢物回收站工作維生。一天，一艘外來的船艦「瓦基莉號」（Valkyrie）停靠回收站，艦長寇索曾是凱爾之父的同事，花費15年終於找到凱爾。寇索邀請凱爾加入找尋泰坦號的任務，當年凱爾從父親那裡收下的戒指可以指引泰坦號藏匿之處，而泰坦號將是人類重獲家園的最後希望。凱爾登上船艦，並與船員相識：亞姬瑪、普利德、史蒂絲和阿更，其中凱爾對亞姬瑪很有好感。
根據戒指提供的大致地圖，眾人先前往塞舍林星（Sesharrim）找高爾人（Gaoul），藉由將戒指朝向太陽得知泰坦號的實際位置在於安達里星雲（Andali）。但是想摧毀泰坦號的爵奇人追到了塞舍林星，亞姬瑪和凱爾被抓到爵奇人母艦。亞姬瑪被拋棄到奴隸販賣場，被寇索等人救回。爵奇人複製了戒指的地圖後把凱爾關進牢裡，凱爾逃獄後偷了爵奇人太空船逃回瓦基莉號。戒指顯示出更加清楚的位置——提格林星環。
船艦停靠到人類聚集的太空站「新曼谷」休息，亞姬瑪和凱爾發現寇索在和爵奇人首領秘密通訊，原來寇索是為了錢而幫爵奇人尋找泰坦號的背叛者。亞姬瑪和凱爾逃下船，寇索便直接帶著剩下的人出發去找泰坦號。亞姬瑪和凱爾將新曼谷的舊火箭修改，直接前往提格林星環。提格林星環非常容易藏匿，寇索雖然先到一步，但因沒有戒指而找不到泰坦號的確切位置。亞姬瑪和凱爾逐漸接近泰坦號，卻被寇索尾隨。兩人在大冰塊中穿梭，甩掉寇索，成功早一步找到並登上泰坦號。
凱爾發現父親死前留下的訊息，泰坦號擁有製造一顆星球的能力，可惜目前沒有足夠能源。寇索登船壓制凱爾，但反遭普利德背叛。爵奇人母船到來，寇索趁隙殺死普利德，凱爾與寇索搶奪戒指，一番打鬥後寇索轉念決定幫助凱爾。凱爾打算用爵奇人的純能量攻擊來為泰坦號充能，寇索犧牲生命讓故障的斷路器連上。爵奇人母船發射攻擊，被泰坦號吸收，隨後泰坦號釋出大量能量，溶解周圍的冰，在中央形成一顆與地球相似的行星。凱爾將新地球取名為鮑伯(Bob)，原本流浪在宇宙中的人類也開始往新地球聚集，人類正式建立了新的家園。

## 配音員
- 马特·达蒙飾演凱爾·塔克（Cale Tucker）
  - 艾力克斯·迪·林茲飾演年幼時的凱爾·塔克
- 比尔·普尔曼飾演寇索艦長（Captain Korso）
- 約翰·李古查摩飾演阿更（Gune），瓦基莉號上的外星人科學家。
- 納坦·朗飾演普利德（Preed），瓦基莉號上的外星人船員。
- Janeane Garofalo（英语：Janeane Garofalo）飾演史蒂絲（Stith），瓦基莉號上的外星人武器專家。
- 茱兒·芭莉摩飾演亞姬瑪（Akima），瓦基莉號上的女船員。
- 朗·普尔曼飾演山姆·塔克教授（Professor Sam Tucker），凱爾之父。
- Tone Lōc（英语：Tone Lōc）飾演戴克（Tek），外星人，受凱爾之父所託照顧凱爾。
- Jim Breuer（英语：Jim Breuer）飾演回收站的廚師
- Christopher Scarabosio（英语：Christopher Scarabosio）飾演爵奇人女王
- Jim Cummings飾演朝昆（Chowquin），回收站的監察人。
- Charles Rocket（英语：Charles Rocket）飾演費洛卡（Firrikash），欺負凱爾的回收站工人。
- Ken Hudson Campbell（英语：Ken Hudson Campbell）飾演老波（Po），和費洛卡一起欺負凱爾。
- Crystal Scales飾演漂流女孩
- 周采芹飾演老女人
- David Lander（英语：David Lander）飾演新曼谷市長

## 評價
爛番茄新鮮度52%，基於99條評論，平均分為5.7/10，而在Metacritic上得到48分，互联网电影数据库上得6.6分，口碑一般。

## 外部連結
- 開眼電影網上《宇宙奇艦泰坦號》的資料（繁體中文）
- 豆瓣电影上《宇宙奇艦泰坦號》的資料 （简体中文）
- 时光网上《宇宙奇艦泰坦號》的資料（简体中文）
- AllMovie上《宇宙奇艦泰坦號》的资料（英文）
- 爛番茄上《宇宙奇艦泰坦號》的資料（英文）
- Box Office Mojo上《宇宙奇艦泰坦號》的資料（英文）
- TCM电影资料库上《宇宙奇艦泰坦號》的资料（英文）
- Metacritic上《宇宙奇艦泰坦號》的資料（英文）
- 互联网电影数据库（IMDb）上《宇宙奇艦泰坦號》的资料（英文）